# Quartier latin (Nouméa)
Pour les articles homonymes, voir Quartier latin.
Le Quartier latin est un des plus anciens quartiers de la ville de Nouméa, en Nouvelle-Calédonie.

## Histoire
Ce quartier tire son nom du Quartier latin de Paris, du fait qu'à l'origine il était séparé du centre-ville par des marécages aujourd'hui comblés par des remblais, à l'instar de son homonyme parisien séparé du centre historique de la capitale par la Seine.
Le quartier est entièrement construit sur l'aménagement de marais, réalisés jusqu'en 1882. À cet espace gagné sur les marais s'en est rajouté un autre gagné sur la mer, réalisé par étape entre 1908 et 1992, et qui ont permis d'aménager notamment le port Moselle, principal port de plaisance du chef-lieu et du territoire.
Étant l'un des plus anciens quartiers résidentiels de Nouméa, on y trouve également une importante concentration de maisons coloniales.

## Urbanisme
Le Quartier latin est aménagé selon le même plan en damier que le centre-ville voisin, appuyé sur de grands axes transversaux.
Tout d'abord, l'avenue de la Victoire - Henri Lafleur, bordée par de nombreux immeubles, sièges sociaux de banque (d'où le surnom d'« avenue des banques »), est un large boulevard à terre-plein central boisé et servant de parc de stationnement qui ouvre une perspective sur le monument aux morts de la Première Guerre mondiale de la place Bir-Hakeim et sur la caserne Gally-Passebosc, bâtiment de style colonial du XIXe siècle. Il marque la limite avec le centre-ville au nord.
Ensuite, la rue Georges Clemenceau, l'avenue Foch et la rue de Sébastopol, grandes artères parallèles reliant le centre-ville aux quartiers sud, traversent le Quartier latin du nord au sud.
À l'ouest, le Quartier latin est délimité par la rade du port Moselle, à l'est par la place Bir-Hakeim et la route de l'Anse Vata, et au sud par l'un des versants du mont Coffyn.
Le bâti est dense et aussi plutôt vertical (bien qu'avec des immeubles moins élevés qu'au centre-ville), mêlant majoritairement art déco et constructions de la période du boom du nickel des années 1960 avec quelques survivances de bâtiments plus anciens (maisons coloniales).

## Activités

### Économiques

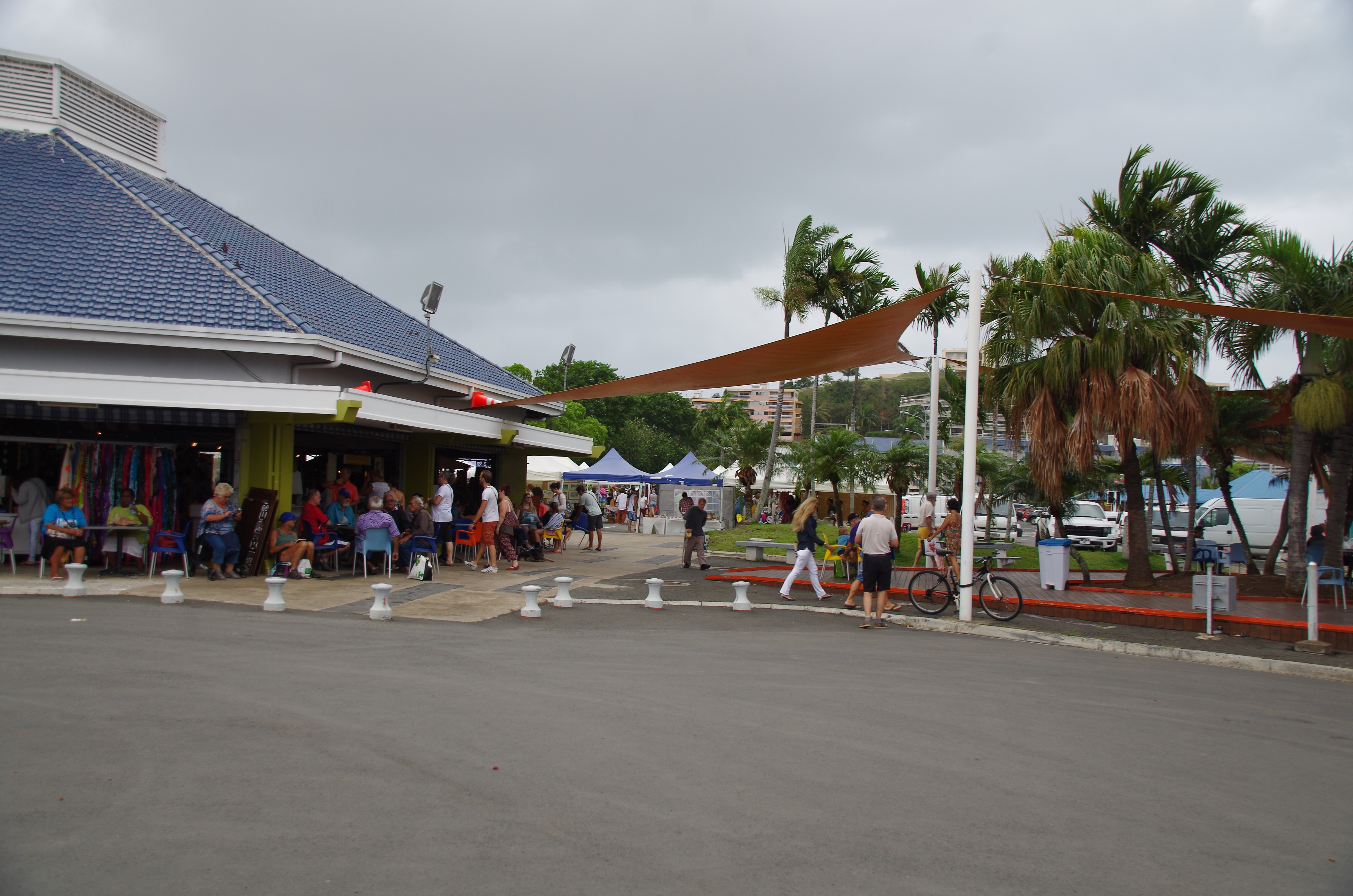
Le marché couvert du Port Moselle, en décembre 2018.

Le Quartier latin est aujourd'hui plus commerçant et compte aussi bien des boutiques, des restaurants ou cafés avec terrasses, que de grandes banques nationales ou locales bordant l'Avenue de la Victoire - Henri Lafleur, qui va du port à la place Bir Hakeim. Sur sa partie la plus récente, gagnée sur la mer, on y trouve le marché municipal particulièrement fréquenté, le marché de port Moselle.

### Culturelles
Le quartier comprend le musée de Nouvelle-Calédonie, le mémorial américain et le square néo-zélandais. On y trouve aussi, depuis 2004, le Mwa Kâ, totem kanak reprenant les 8 différents totems représentant les huit Aires coutumières de Nouvelle-Calédonie, porté sur une pirogue à balancier symbolisant la Nouvelle-Calédonie. La plus importante librairie-papèterie de Nouméa, L'As de trèfle, y a son magasin le plus ancien depuis les années 1980. Enfin, le siège social ainsi que les principaux studios de télévision et de radio de Nouvelle-Calédonie La Première (anciennement RFO) se trouvent à la limite sud-est du quartier, sur les versants du mont Coffyn.

### Administratives

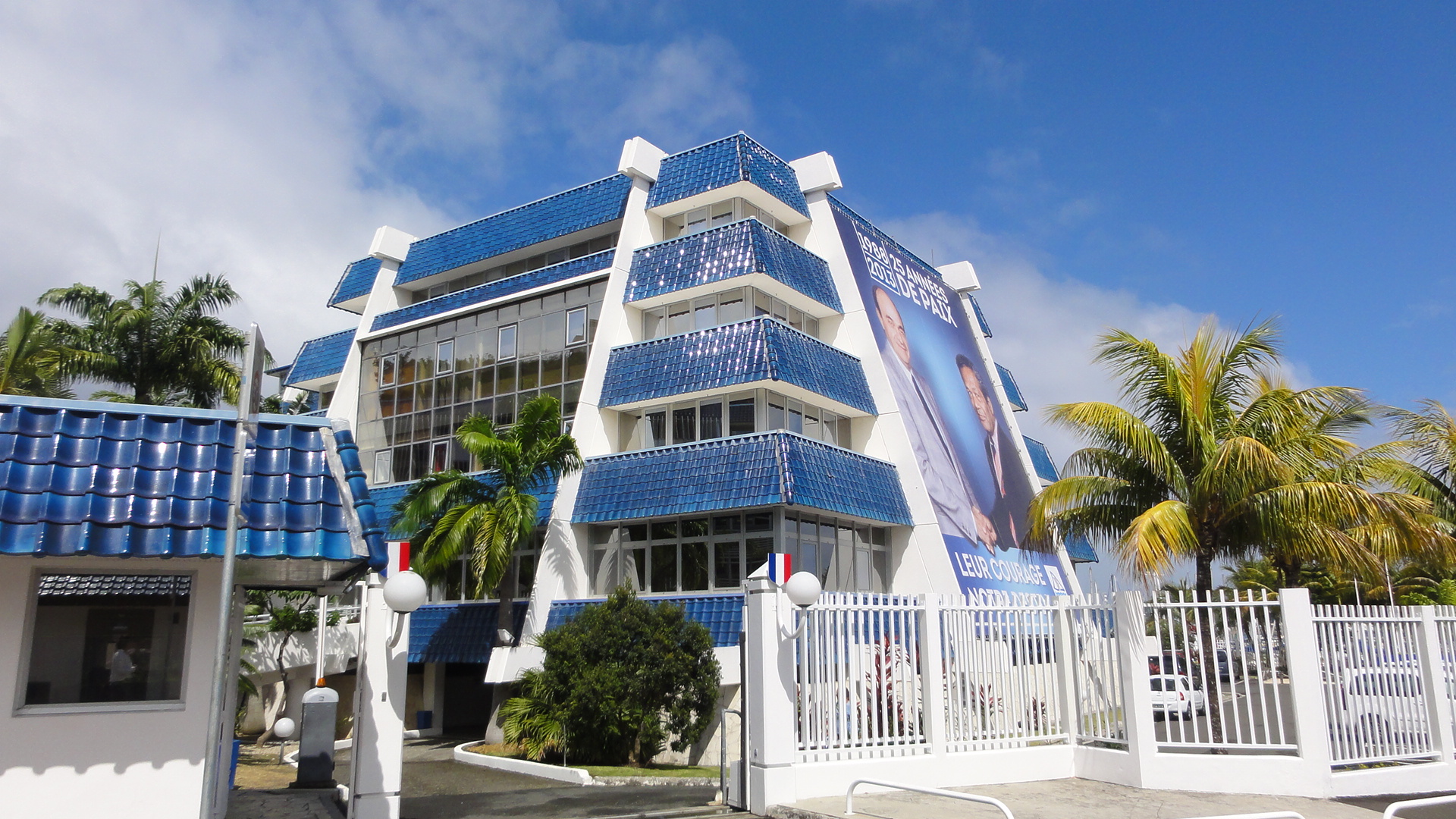
Siège de la Province Sud

Outre la poste centrale, ce quartier abrite en bordure du Port Moselle l'Hôtel de la Province Sud, qui rassemble l'Assemblée et les services principaux de cette collectivité locale. Cet édifice, parfois appelé par les médias locaux ou par ses habitants la « Maison bleue », fait face au siège du Gouvernement de la Nouvelle-Calédonie, construit et inauguré en 2003.

## Démographie
Selon le recensement de la population, le Quartier latin compte 1 525 habitants en 2009, 1 935 résidents en 2014 et 2 267 personnes en 2019.